# DJMAX Portable
『DJMAX Portable』（ディージェイマックス ポータブル）は、韓国のゲーム製作会社PENTAVISIONの音楽ゲーム『DJMAX』シリーズの内、PlayStation Portable向けに製作された作品、およびそのシリーズの総称。省略して「DMP」とも表記される。
『DJMAX Online』のゲームシステムを踏襲し、それをPSPのデバイスに適した形にアレンジしている。加えて、PSPならではのシステムとして「アナログノート（1作目〜）」・「LINK DISC（2作目〜、作品によって内容が異なる）」・「NETWORK（2作目〜、アドホック通信を利用した1対1の対戦システム）」等が搭載されており、単なる移植作品に留まらない内容となっている。
2008年現在、韓国内での韓国産PSPソフトの販売数で1位となっており、1作目と2作目の合計販売数は15万本を越える。これはコンシューマーゲーム市場が低迷していた当時の韓国では異例の記録である。
2017年に発売された『DJMAX Respect』には『Portable』『Portable 2』の楽曲が最初から収録されており、『CLAZZIQUAI Edition』『Black Square』『Portable 3』の楽曲もダウンロードコンテンツとして配信されている（一部楽曲を除く）。

## 作品一覧
- DJMAX Portable（1作目：2006年1月14日発売）
- DJMAX Portable International（1作目の英語版&マイナーチェンジ版：2006年10月27日発売）
- DJMAX Portable 2（2作目：2007年3月30日発売）
- DJMAX Portable：CLAZZIQUAI Edition（3作目：2008年10月24日発売）
- DJMAX Portable：Black Square（4作目：2008年12月24日発売）
- DJMAX Fever（1作目と2作目の曲を収録した北米向けタイトル：2009年1月27日発売）
- DJMAX Portable Hot Tunes（1作目と2作目のコンピレーション版：2010年6月12日発売）
- DJMAX Portable 3（5作目：2011年2月17日発売）

## DJMAX Portable
『DJMAX Portable』（ディージェイマックス ポータブル）は、DJMAX Onlineをベースに製作されたPSP用の音楽ゲーム。開発・販売元はPENTAVISIONで、2006年1月14日に発売された。前述の『DJMAX Online』と区別するために、『DJMAX Portable』を指す場合は正式名称、もしくは「PSP版」「Portable版」「DMP」等の略称が用いられる。韓国産のPSP用ゲームとしては異例の販売数を記録し、また日本需要も高かった。
基本システムは『DJMAX Online』とほぼ同様であり、収録曲の大半は『DJMAX Online』からの移植であるが、PSPの入力デバイスに合わせる形にノートの落ち方が一新されている、新しいエフェクトが追加されている、『DJMAX Portable』オリジナルの曲が収録されている等、新要素が多く見られる。また、ゲームとは別に「M/V CLIP」や「OST」と言った、視聴中心のモードが用意されているのも特徴的である。
『DJMAX Portable』にはパッケージが数種類存在し、ゲーム本体のみの「通常版」、ゲーム本体にサウンドトラックCDやカレンダー等の特典が一緒になった「Prestige Box Set」、ゲーム本体にPSP本体やカメラ等が付属した「Premium Value Pack」および「Premium Giga Pack」等がある。いずれも日本向けには販売されていないが、輸入代行業者や海外ゲームを取り扱う業者、ネットオークションを通じて購入することが可能である。また、リージョンプロテクトも存在しないため、日本製のPSPでも遊ぶことができる。
オンラインゲームからの移植ということでオンラインプレー対応が期待されていたが、オンライン機能は実装されていない。
『DJMAX Portable 2』の「LINK DISC」機能を利用することで、『DJMAX Portable 2』のシステムで『DJMAX Portable』の曲を遊ぶことが可能となっている。

## DJMAX Portable International
『DJMAX Portable International』（ディージェイマックス ポータブル インターナショナル）は、DJMAX Portableを英語化し（ただし曲中の韓国語はそのまま）、一部の内容に修正が加えられたマイナーチェンジ版。2006年10月27日に韓国で発売された。前述の『DJMAX Portable』と区別するために、DJMAX Portable Internationalを指す場合は正式名称、もしくは「インター（ナショナル）版」「i版」「DMPi」等の略称が用いられる。
システムは『DJMAX Portable』のそれと同様であるが、海外向けに販売できるようにするためか、一部の曲や曲中の歌詞が削除されていたり、一部のイラストが修正されている等の点が目立つ。また、2006年4月にPENTAVISIONが韓国のNEOWIZの子会社になったことに伴い、ゲーム起動時にNEOWIZのロゴが表示されるようになった。なお、『DJMAX Portable』のセーブデータとは互換性が無いため、『DJMAX Portable』のセーブデータを『DJMAX Portable International』のセーブデータに上書きして、成績を引き継いだり隠し要素を解禁したりと言った方法は不可能である。
現在、日本向けには販売されていないが、輸入代行業者や海外ゲームを取り扱う業者を通じて購入することが可能。また、リージョンプロテクトも存在しないため、日本製のPSPでも遊ぶことができる。
『DJMAX Portable 2』の「LINK DISC」機能を利用することで、『DJMAX Portable 2』のシステムで『DJMAX Portable International』の曲を遊ぶことが可能だが、LINK DISC自体が『DJMAX Portable International』向けにチューンナップされていないため、不完全な互換となっている。

## DJMAX Portable 2
『DJMAX Portable 2』（ディージェイマックス ポータブル ツー）は、『DJMAX Portable』シリーズの2作目。基本システムは1作目およびDMPiと大差無いが、新しい要素が多数追加されたことでより幅広い遊び方が可能となった。また本作品で初公開となる新曲も多数収録され、『DJMAX Online』とDMPシリーズとの違いが明確になった。
韓国内での販売本数は70,000本を越える。これは1作目である『DJMAX Portable』に続いて高い数値である。

### ゲームシステム
基本的なゲームシステムは前作の『DJMAX Portable』とほぼ同様である。ここでは『DJMAX Portable 2』で追加および変更があったシステムについて記述する。
- ロングノートのコンボカウント方式の変更

ロングノートの開始地点から終了地点まで押しっぱなしにしている間、一定間隔毎に1コンボずつ加算されるようになった。
- FEVER（フィーバー）システム

演奏中、ノートをMAX 100%でHITし続けることで画面中央にあるゲージが徐々に上昇する。ゲージが満タンになっている状態でFEVERボタン（デフォルトでは×）を押すと「FEVERモード」が発動する。「FEVERモード」発動中は1HITあたりのコンボ数が倍増する。発動中にさらに「FEVERモード」を発動させることで、倍増率が最小は2倍から、最大は5倍まで上昇する。「FEVERモード」発動後、一定時間が経過するかミスすると「FEVERモード」が終了し、通常状態に戻る。以下では詳しい仕様を解説する。
- - FEVERモード発動中はSPEEDの変更ができなくなり、FEVER x4以降ではさらにSPEEDが0.5上昇する。ただし、元SPEEDが4.5か5.0だとSPEEDが上昇しない。
  - 初心者でも簡単にFEVER x3を発動できるように、FEVER x2状態だけにゲージ増加率が上昇し40回のMAX 100%でゲージが溜まる（通常では50回）。
  - FEVER x3以降ではミスするとFEVERモードの持続時間が短縮してしまう。最高のFEVER x5では一度でもBREAKを出してしまうと即座FEVERモードが終了する。
  - FEVER x5を発動するとBGA（背景アニメーション）がよりシンプルな専用アニメーションに変わる。「FEVERモード」が終わると元に戻る。
- 新しい装備道具仕様

GOLD/EXP+x%：GOLD（ゲーム内通貨）とEXP（経験値）が上昇する。
AUTO+X：「+x」の回数分だけ、BREAKを1%を変えること（自動演奏）でコンボを継続させる。ちなみにAUTOの回数が1でも残ってる状態ではロングノートを途中で何回ボタンを離してもミスにならず、押しなおすとまたコンボが増える。
TECH+x%：HITした時ギア耐久度（HP）の回復率が上昇。
DefUP+x%：BREAKする時、ギア耐久度減少値が下降。
FEVER+x%：ステージ開始時FEVERゲージのx%分だけ溜まっている状態ではじめる。合計で100%だと最初からFEVERモードを発動できる。最初の一度だけ有効。
- 韓国語・英語・日本語トライリンガルに対応

一度決めるとゲームメニューでの変更ができなくなるが、SELECTボタンを押しながらゲームを起動すると再び選択できるようになる。
- キーカスタマイズが可能
- 演奏開始前に表示されるアイキャッチが静止画から動画

### ゲームモード
- 4B TUNES

4つのボタン+アナログノートを使用するゲームモード。
- 5B TUNES

6つのボタン+アナログノートを使用するゲームモードだが、ノートが落下するレーンは5列。中央レーンのノートは十字キーの右と□ボタンの両方でHITすることが可能。DJMAX Portable 2で追加された新ゲームモード。またこのモードでのみ前作の曲を5Bでプレイすることができる。
- 6B TUNES

6つのボタン+アナログノートを使用するゲームモード。
- 8B TUNES

8つのボタン+アナログノートを使用するゲームモード。
- XTREME CHALLENGE（エクストリームチャレンジ）

あらかじめ決められたノルマを3 - 5曲連続してプレイし、クリアするモード。ノルマは以下の通り。
SCORE：規定された得点に獲得すればクリア。このノルマがある場合、HIT判定がスコア表記になる。
COMBO：規定されたCOMBOを達成すればクリア。1回達成すればCOMBO途切れてもかまわない。
RATE：規定されたHIT率以上に最後まで維持すればクリア。このノルマがある場合、HIT判定が「ノート別方式」から「全体方式（例：RATE 98.95%）」になる。表記方法上、SCOREとRATE両方がノルマになることはない。
BREAK：規定されたBREAK数を超えなければクリア。このノルマがある場合、BREAKした時に横にBREAKした数がつく（例：BREAK 15）。
FEVER：規定されたFEVER発動回数を曲ごと発動すればクリア。発動した回数の表記がないため、回数が多くなるとプレイヤー自分で数えるしかない。1曲でも発動回数が達成できない場合即座ミッション失敗となる。
- LINK DISC（リンクディスク）

DJMAX Portableのソフトと入れ替えることで、『DJMAX Portable 2』のシステムで『DJMAX Portable』の曲を遊ぶことが可能になるシステム。プレイした曲数によって隠し要素（キャラクタなど）が解禁される。
- NETWORK（ネットワーク）

アドホック通信による1対1の対戦モード。
- OST

ゲームに収録されているサウンドトラックを聴くモード。専用のリモコンでの操作に対応。一部、演奏曲として収録されていない曲も含まれている。
- M/V EDITION

演奏中に流れる映像を鑑賞するモード。画面比率が4:3から強制的に16:9状態になるので、横に伸びた状態になる。

### パッケージの種類
- 通常版

ゲーム本体のみ
- 初回限定版

ゲーム本体にポストカードが付属し、パッケージがプリズム加工されている
- Orpheus Package（オルフェウスパッケージ）

特製のケースに入っている。内容は以下の通り。
- - ゲーム本体
  - オリジナルサウンドトラックCD3枚（黒・白・赤色の各3色ある）
  - ビジュアルアートブック
  - 500ピースジグソーパズル
  - ポストカード16枚
Orpheus Packageには更に「Night Black（ナイトブラック）」と「Metalic Silver（メタリックシルバー）」の2種類が存在し、それぞれケースやジグソーパズルのデザインが異なる。
Orpheus Packageは、各パッケージ1000本ずつ限定で発売された。

## DJMAX Portable：CLAZZIQUAI Edition
『DJMAX Portable：CLAZZIQUAI Edition』（ディージェイマックス クラジクワイエディション）は、DMPシリーズの3作目。主要アーティストとしてCLAZZIQUAI PROJECTをフィーチャーし、前作までのシステムを更に改良・高品質化した作品である。CLAZZIQUAI PROJECTのアルバム「Metrotronics」と同時発売。
前作までは4Bが最小のレーン数となっていたが、本作ではそれを更に下回る「2b MODE」が追加された。また、ゲーム全体の難度も、前作までと比較するとやや低下しており、これまで以上に音楽ゲーム初心者に配慮した内容となっている。
本作品からBGAがPMF形式の動画に変更され、画質の大幅の向上とともに、前作までの方法では難しかった実写映像も本作品では多用されている。
楽曲の解禁、4b、4bFXでHD、MX譜面の解禁、Fever画面の変更、バグ修正などの拡張パッチ「ULKS46190.dat」が配布された。

### ゲームシステム
前作から大きな変更はないものの、細かい点ではいくつかの変更が行われた。
- FEVERシステム仕様変更
  - 前作と違い、FEVERシステムを装備するかをEFFECTORで選択できるようになった。よって、装備を外すことでFEVERを無効化することもできる。また初期状態では「FEVER x3」しか装備できず、後述クラブツアーモードをクリアしていくことで「FEVER x5」と「AUTO FEVER x3 / x5」（×ボタンを押さなくても自動的にFEVER発動）が解禁される。
  - 前作ではMAX 100%判定でしかFEVERゲージが増えなかったが、今作では100%だけでなく、判定によって増加量が異なる仕様に変更された。
  - 前作ではFEVER発動するとSPEEDの変更をできず、FEVER x4以降はSPEEDが0.5上がる仕様だったが、今作ではSPEEDの強制変更がなく、FEVER発動中であってもSPEEDを自由に変更できるようになった。
  - 前作ではFEVERゲージを一本しか溜めることができなかったが、今作ではMAX（装備による）まで貯めることができる。2本目以降ゲージが溜まりにくくなっていく。また、「FEVER x5」装備時MAXまで貯めてFEVER発動すると「MAX FEVER!」というナレーションが聞こえる。当然ながらAUTO FEVER装備時は貯めることはできない。
  - FEVERゲージ満タンの時の画面表示が変更。
- 新しいアナログノートの追加

単発アナログノートが追加された。しかし、どんなタイミングで操作しても命中できれば必ずMAX 100%判定になる。よって、連続で降ってくる場合はアナログパッドを回し続けるだけで簡単に全部取れる。
- プレイ中のイコライザーの追加

プレイ中のポーズメニュにイコライザーが追加された。XMBと同じくPOP、HEAVY、JAZZ、UNIQUEの4種類から選択可能。

### ゲームモード
- CLUB TOUR（クラブツアー）

各地に存在するクラブをDJをしながら回る。2作目の「XTREME CHALLENGE」に相当する内容。本作品も例に漏れず、クラブをクリアすることで隠し要素が解禁されていくことになる。
- ARCADE（アーケード）

前作まで独立していた4B・5B・6B・Free Style、および本作品初登場の2b・4b FXがこのモードに収納された。8Bは現在、通常プレーでは確認されていない。
- NETWORK（ネットワーク）

アドホック通信による1対1対戦モード。
- COLLECTION（コレクション）

ハイスコアやCLUB TOURのクリア状況、画像や特典映像等が確認できる。
- OPTION（オプション）

ゲーム中の表示言語・ギアの表示位置・ボタン設定等、インターフェース関連の設定を変更できる。
- LINK DISC（リンクディスク）

他のDMPシリーズ作品のUMDと入れ替えることで、隠し要素が解禁される。しかし前作の様に、他シリーズ作品を本作品のシステムで遊ぶことはできない。
- ALBUM（アルバム）

前作までの「OST」と「M/V CLIP（M/V EDITION）」がこのモードに統合された。□ボタンを押すことでOST・M/Vの切り替えが可能。また今作からイコライザーが追加され、XMBと同じく四種類のイコライザーから選択可能。アルバムモードのイコライザーはOSTモードでのみ有効。

## DJMAX Portable：Black Square
『DJMAX Portable：Black Square』（ディージェイマックス ブラックスクエア）は、DMPシリーズの4作目にあたる。『CLAZZIQUAI Edition』と同時開発され、こちらは2Bの廃止、6BFX（DMP2以前の8Bに当たる）が最初からプレイ可能など、旧来のDMPシリーズの雰囲気を継承した上級者向け作品となっている。難易度が抑えられていた『CLAZZIQUAI Edition』から大幅に難易度が引き上げられ、特にクラブツアー後半の難易度は生半可な腕ではクリアがおぼつかないほど高くなっている。クラブツアーモードのバグ修正とSeason2の追加、リンクディスクのバグ修正などの拡張パッチ「ULKS46189」が配布された。
2012年3月22日に日本版がリリース。シリーズとしては4作目だが、5作目の『Portable 3』よりも後に発売された。
ソフトにリージョンコードが存在しないため韓国版も日本版PSPでプレー可能である。日本語にも対応しているが、正規の日本版に比べて不自然な日本語になっている部分もある。

### ゲームシステム
ほとんどのシステムは『CLAZZIQUAI Edition』と同一であるが、いくつかの新システムが加わっている。
- FEVERx7の追加

FEVERx5とは別に、新しく「FEVERx7」が追加された。仕様は「MAX 100%でのみゲージ増加・ゲージの増加は次の倍率分まで・FEVER中のSPEED変更不可・x6、x7それぞれでSPEEDが1段階上昇」とDMP2に準拠した形となっている。x7を発動するのに必要なゲージ量も多く、x7を維持すること自体が困難である。
- Key Assist

ノートが判定ラインに重なるタイミングであれば、ノートが降ってきたレーンの位置に関係なくどのボタンを押してもプレイキューが出現し、ノートを拾う事が出来るようになった。ただし、本来押すべきボタン以外を押してノートを拾った場合、そのノートの獲得点数は本来入る点数の80%になってしまう。
- Entire Control System（ECS）

時折現れる色違い（初期状態では緑）のノートを見逃すとBGMが止まり、キー音のみが鳴る状態になってしまうが、逆手をとって難易度の高い曲ではキー音だけが聞こえ、練習に有利な場合もある。またこのノートだけを見逃し、キー音だけ演奏して聞くという楽しみ方もある。このノートを100%のタイミングでキャッチするとボーナス点が加算され、連続にキャッチすることで1000点刻みに増えていく。
- ステージ冒頭にボイス追加

単発アナログノートの形でキャッチすると「Try your ability. Do it!!!」とテロップとともにナレーション。またBPM表記が存在しないDMPシリーズにおいては譜面の下降速度を確認する手段として捉えることもできる。

### ゲームモード
CLAZZIQUAI Editionと大きく異なる部分についてのみ記述する。
- CLUB TOUR（クラブツアー）

CLAZZIQUAI Editionに存在したチュートリアルステージはない。前述の通り前作に比べ非常に難易度が高いが、一定条件を満たすことでさらに難易度の高い超上級者向けのSEASON 2が解禁される。
- LINK DISC（リンクディスク）

CLAZZIQUAI Editionの曲をBlack Squareのシステムで遊ぶことができる。いくつかの曲にはこのモードでしか遊べない譜面が存在する（「BS New Pattern」表記）。このモードで遊んだ曲目によって、Black Square側の隠し曲をクラブツアーの進行度に関わらず解禁することが可能。また、『CLAZZIQUAI Edition』と同様、DMP2以前とリンクディスクを行うことにより、曲をプレイすることはできないがいくつかの隠し要素が解禁される。
- ARCADE（アーケード）
- NETWORK（ネットワーク）

新しく「Handicap Match」が追加され、ハンディ付の対戦ができるようになった。
- COLLECTION（コレクション）
- OPTION（オプション）
- ALBUM（アルバム）

CLAZZIQUAI Editionのシステムとほぼ同一。

### 日本語版
日本語版で変更された点を述べる。
- Key Assistを削除。

元々コナミからの訴訟対策のために実装したものだが、解決したためか撤廃された。ただし初心者救済としての側面もあったため、韓国版以上に難易度が上がっている。
さらにノートを拾った際のスコアが韓国版と比べて強制的に80%に下がるようになっているが、ミッションノルマは据え置きである。
- 限定版のOSTからMelodyの原曲を削除。
- Link Discを削除。

## DJMAX Fever
『DJMAX Fever』（ディージェイマックス フィーバー）。『DJMAX Portable』と『DJMAX Portable2』の2つが合体したバージョン。削除されている曲も少しあるが、大体は残っている。新しく入った機能としてはエフェクトに「CHAOS X」が追加。ただし、「CHAOS X」が発動しないという不具合報告がある。
- 新曲は『Hip Hop Rescue』1曲のみ。
- アイテムの価格が大幅に値下げになっている。
- "XTREME CHALLENGE"のタイトル画像は使いまわし。
- "XTREME CHALLENGE 45"の3曲目『WONDER LOVE 8B』はゲーム中に譜面が存在しないため、クリア不可能。
- "XTREME CHALLENGE"はLv.30までは1レベルにつき1つ、Lv.31〜60は2レベルにつき1つ、Lv.61〜99までは3レベルにつき1つ追加。
- レッドスピネルギアを装着して曲を決定するとフリーズ。

## DJMAX Portable Hot Tunes
『DJMAX Portable Hot Tunes』（ディージェイマックス ポータブル ホットチューンズ）。『Portable1』と『2』の人気曲を収録したコンピレーション版で、5Bモードの代わりに4Bライトモードが追加されている。さらにリマスタリングされているため、音質が向上している。本作品も日本語対応。また一部楽曲は日本語版を収録。更に限定版の歌詞は日本語訳が付属、表紙の絵師に大塚真一郎を起用するなど日本進出を意識している。

## DJMAX Portable 3
『DJMAX Portable 3』（ディージェイマックス ポータブル スリー）。2011年2月17日発売。本作は初心者のユーザーの為か初回起動時に、チュートリアルムービーが再生される。2010年10月14日に韓国版と北米版が発売され、同日に日本版の発売が発表された。なお本作が正式な形での初の日本版発売となる。
日本版は言語が日本語に統一されており（以前の作品及び本作の韓国版、北米版ではPSP本体の言語設定に依存している）、特定曲のムービー（Xlasher）の字幕が日本語に差し替えられていたりといった違いがある。「Cosmic Fantastic Lovesong」「Raise me up」「Mellow D Fantasy」の3曲は日本語詞に差し替えられ、「Cosmic Fantastic Lovesong」はボーカルもChoheeからSanchに代わっている。「Funky People」はBGAが差し替えられたが、曲選択画面の背景には元のBGAが再生されている。
またBGAが改善され、今までPSPの低解像度のため出ていたジャギーが少なくなった。

### ボタン数
過去のDJMAXを引き継いだ「CLASSIC 4T」（4ボタン）「CLASSIC 6T」（6ボタン）の他に、「REMIXシステム」として新たに「3.2T」「4.2T」「6.2T」が追加。中央レーンの両端に3ボタンのレーンが追加され、アナログパッドを左右に動かしリミックスゾーンのノートをキャッチする。この際サンプリング音や、他の曲が流れ、あたかもディスクジョッキーになったかのようなプレイが可能。
通常の3・4・6ボタン+アナログパッドを組み合わせて「アナログパッドなしの3/4/6ボタン」「アナログパッドを右に動かし3ボタン」「アナログパッド左に動かし3ボタン」といったより多くのパターンが体験できる。

### ゲームモード
- ARCADE（アーケード）
- MISSION（ミッション）

特定の楽曲・ボタン数で指定された得点・コンボなどを目指すモード。クリアすると壁紙などが獲得できる。
- LOUNGE（ラウンジ）

楽曲別スコアランキング、獲得したイラスト・動画、インターネットランキング用パスワードの表示が行える。
- OPTION（オプション）